# La Providencia, Tabasco
La Providencia är en ort i Mexiko.   Den ligger i kommunen Centro och delstaten Tabasco, i den sydöstra delen av landet, 700 km öster om huvudstaden Mexico City. La Providencia ligger 2 meter över havet och antalet invånare är 231.
Terrängen runt La Providencia är mycket platt. Runt La Providencia är det tätbefolkat, med 442 invånare per kvadratkilometer. Närmaste större samhälle är Villahermosa, 4,2 km norr om La Providencia. Trakten runt La Providencia består till största delen av jordbruksmark.